# Гленн Тэлбот
Майор (позднее полковник) Гленн Тэлбот (англ. Glenn Talbot) — персонаж, появляющийся в комиксах издательства Marvel Comics. Созданный писателем Стэном Ли и художником Стивом Дитко, он впервые появился в Tales to Astonish # 61 (ноябрь 1964 года).
Близкий соотечественник Генерала Росса и активный участник его операций по захвату или уничтожению Халка. Его самым значительным ударом является обнаружение и информирование его начальников о том, что доктор Брюс Бэннер физически трансформировался в Халка, что сделало ученого разыскиваемым беглецом. Тэлбот последовательно изображается как мужественный, находчивый и яростно патриотичный человек, который ставит благо своей страны перед всем остальным. Он романтически привлекает Бетти Росс, которая влюблена в Брюса Бэннера, что добавляет топлива к его враждебности к Халку. Хотя Тэлбот в основном использовался как романтический соперник и главный противник Бэннера, двое иногда работают вместе, чтобы сражаться с большими угрозами.
Изображён Джошем Лукасом в фильме 2003 года Халк. Его персонаж в фильме — это полярная противоположность его персонажа в комиксах: жадный бизнесмен, который охотно ставит невинные жизни и американские военные интересы под угрозу, чтобы продвигать свою прибыль. Персонаж также появляется в телесериале Агенты Щ.И.Т., представлен Эдрианом Пасдаром, который является частью франшизы Кинематографическая вселенная Marvel.

## История публикации
Гленн Тэлбот был создан Стэном Ли и Стивом Дитко в 1964 году и впервые появился в адаптации Халка в «Tales to Astonish № 61». Он был ключевым персонажем в долгой истории сюжета, в котором Брюс Бэннер/Халк подозревается в том, что он предатель и он за коммунистов, и остался бы частью поддержки Халка после того, как Tales to Astonish был переименован в The Incredible Hulk.

## Биография
Гленн Тэлбот был военным. Когда генерал «Громовержец» Росс связывается с Пентагоном с просьбой провести расследование в отношении гражданского учёного Роберта Брюса Бэннера, Тэлботу поручено проверить, необходимо ли такое расследование. Через две недели, изучая записи о карьере д-ра Бэннера, Тэлбот приходит к выводу, что подозрения Росса о том, что Бэннер является предателем, вполне обоснованны и сообщает об этом в Пентагон. Пентагон отвечает, назначая начальника службы безопасности Тэлбота на базу Гамма, где Росс является командиром. Пока подчиняясь генералу Россу, Тэлбот встречает его дочь Бетти Росс, которая влюблена в Баннера. Она сразу привлекает его и он пытается ухаживать за ней, не теряя сосредоточенности на расследовании Бэннера. Генерал Росс поощряет это, поскольку он возражает против любви Бетти к Баннеру, несмотря на то, что был он предателем или нет, потому что чувствует, что Баннер слишком робок эмоционально и физически. Росс считает, что Тэлбот, такой же военный, как и он сам, и был бы гораздо лучшим мужем для своей дочери.
Подозрения Тэлбота о Баннере усиливаются, когда по прибытии Тэлбота на базу ученый таинственным образом пропадает в окрестных холмах. Далее следуют подозрительные обстоятельства, в том числе исчезновение Баннера за железным занавесом, но доказательство того, что Баннер является предателем, по-прежнему ускользает от Тэлбота. Однако, когда Бэннер исчезает с витальным Абсорбатроном, ему дается указание стрелять в него в поле зрения, а ученого убивает солдат Тэлбот остается начальником службы безопасности базы, и он и Росс продолжают преследовать Халка, пока он тоже, похоже, не погиб от шквала ядерного оружия. По предложению Тэлбота, частый компаньон Халка Рик Джонс взят под стражу, чтобы заставить его показать связь между Знамени и Халком. Когда Джонс все еще отказывается говорить, он освобождается, и Тэлбот противостоит ему в частном порядке. Частично убежденный в том, что Халк кажется мертвым, Джонс признается Талботу, что Бэннер и Халк были одним и тем же. Тэлбот понимает, что Баннер, являясь Халком, объясняет все его подозрительное поведение в прошлом.
Вскоре после этого Халк все еще жив и захвачен с помощью плана, разработанного и организованного Тэлботом. Существо впоследствии освобождается предателем доктором Конрадом Заксоном, а Тэлбот дважды не может предотвратить похищение Бетти суперзлодеями. Тем не менее, он освобождает себя, столкнувшись с Бумерангом, не позволяя злодею украсть новую ракету Ориона, несмотря на осколочную рану. По этому случаю он удостоен одной из самых высоких наград в стране за свой героизм. Несмотря на это, он не может убедить Бетти отказаться от своих чувств к Баннеру, и он постоянно надеется, что армия будет вынуждена убить Халка, чтобы Бетти в конце концов забыла его. Он наконец преуспел и женился на Бетти все время, пытаясь удержать её от Знамени и Халка.
Затем, во время миссии, он был взят в плен Гремлином, несколько месяцев спустя был спасен, и было обнаружено, что его плен оставил его кататоническим. Чтобы разблокировать свой разум, доктор Леонард Самсон заставил Халка (который был Бэннером под контролем специального шлема) разблокировать то, что удерживало его в бездумном состоянии. Процесс прошел успешно. Тем не менее, брак Тэлбота с Бетти позже стал напряженным.
Тем не менее он действительно ушел из Гамма Базы и вскоре развелся с Бетти, которая позже призналась Рику Джонсу, что она никогда не переставала любить Брюса Бэннера. Тэлбот продолжал сражаться с Халком и попытался вывесить суд над Бэннером. Когда у генерала Росса произошел сбой, Тэлбот был назначен на полковника. Его жизнь оставалась относительно беспрецедентной, пока Халк не ворвался в Гамма-базу, ища свою покойную любовь Джареллу, которая все еще была заморожена криогенным огнем. Было обнаружено, что Тэлбот выстрелил лучом, который отправил Халка в суб-атомную вселенную. Этот инцидент стал последней каплей в его уже ухудшившихся отношениях с Бетти. Вскоре Конгресс урезал средства от Гамма Базы, а Тэлбот решил раз и навсегда остановить Халка с помощью Военного вагона.
Гленн Толбот был убит, сражаясь с Халком в Японии, пилотируя прототип военного вагона. Позже, однако, его видели живым и здоровым, в компании Бетти Росс; В то время обстоятельства его очевидного воскресения не были раскрыты.
По мере того, как предпринимается попытка государственного переворота в Вашингтоне, полковник Тэлбот появляется на национальном телевидении в рамках плана Intelligence по захвату контроля — только для того, чтобы быть раскрытым как Л. М. Д., когда Красный Халк обезглавливает его. Это Л. М. Д. Был настолько перепрограммирован, что считал себя воскрешенным Гленном Тэлботом, полным воспоминаний Тэлбота, включая его любовь к Бетти Росс. Предполагается, что настоящий Тэлбот оставался мертвым все это время.
Во время сюжета «Война Хаоса» Гленн Тэлбот вернулся из мертвых после того, что случилось со смертельными мирами. Хотя, Гленн Тэлбот и другие мертвые герои завершили возвращение в могилу после поражения Короля Хаоса.

## Семья
После его «смерти» также появились двое родственников Гленна.
- У Гленна Тэлбота есть младший брат по имени Брайан Тэлбот, который был членом Гамма-Корпуса как Грей (который занимается спортом ДНК Халка и Лидера). Обучался боевым искусствам. ДНК-лидера не делает Грея таким же умным, как Продиджи, но у него блестящая военная стратегия и он кажется был предназначен для того, чтобы не дать ему потерять контроль. Брайан часто подвергался издевательствам и избиениям со стороны его старшего брата, и он был очень рад услышать о его смерти. Он утверждал, что он вступил в Гамма-корпус, потому что Халк был опасен, но на самом деле он сделал то, что Гленн не смог — уничтожить Халка.
- У Гленна Тэлбота также есть племянник по имени Мэтт Тэлбот, который также был военным.

## Другие версии

### День М
В альтернативной реальности, изображённой в сюжетной линии «День М» 2005 года, Гленн Тэлбот женат на Бетти Росс.

### Ultimate Marvel
В версии Ultimate Marvel генерал Тэлбот (полное имя — генерал Гленн М. Тэлботт) появляется в Ultimate Fantastic Four. Он изображается как коллега и друг Генерала Росса; работает в мозговом центре Бакстер Билдинг.

### Avengers: X-Sanction
В 2012 году в серии Avengers: X-Sanction, Кабель сначала ошибочно принимает за своего врага Красного Халка — предполагая что он один из родственников Тэлбота из будущего, который станет еще одним Красным Халком. Будущие версии «Росомахи» и «Халка» (наподобие «Old Man Logan» Логана и Маэстро соответственно) говорят с Президентом Соединенных Штатов, который похож на «Красного Халка» с усами Тэлбота.

## Вне комиксов

### Телевидение
- Гленн Тэлбот появился в 1980-х годах в серии «Невероятный Халк ТВ», озвученный Пэтом Фрейли. В этой версии имя майора Тэлбота было изменено с Гленна на Нед. Он был прозван войсками тайно как «Лапша-головка Нед» из-за того, что он был очень неуклюжим и несколько труслив, он льстил генералу Россу и часто был обманут врагами на протяжении всех 13 эпизодов.
- Гленн Тэлбот появился в мультсериале «Мстители. Величайшие герои Земли» в эпизоде «Кошмар в красном», озвученный Троем Бейкером. Он появляется как полковник и член подразделения генерала Росса Халкбастерс.
- Гленн Тэлбот появился в телесериале Агенты «Щ.И.Т» из Кинематографической вселенной Marvel (КВМ), как второстепенный персонаж в исполнении Эдриана Пасдара. В сериале от эпизода первого сезона «Провидение» до эпизода «Ничего личного» прослеживается его карьерный рост от разряда полковника до бригадного генерала за усилия по уничтожению агентов Щ. И.Т.а скомпрометированных со стороны ГИДРЫ. В конечном итоге он налаживает отношения с Филом Коулсоном, директором нового секретного Щ. И.Т.а. В третьем сезоне Гленн Тэлбот возглавил подразделение ОБНУ (ATCU), занимающееся устранением угроз, и находящееся под непосредственным контролем президента. В эпизоде "Патриот" выяснилось, что Гленн Тэлбот принял непосредственное участие в наделении Джеффри Мейса сверхчеловеческими способностями, используя модифицированную формулу Кельвина Забо (минус плохие ингредиенты). В 5 сезоне данного сериала Гленна Тэлбота похищает ГИДРА и подвергает его пыткам и программированию, что нарушает психическое состояние. Через полгода его освобождает Щ. И.Т. В 19 серии 5 сезона для отражения атаки инопланетян, Тэлботу приходится пройти процедуру по программе «Разрушитель миров» насытив своё тело гравитониумом, что дало ему способность управления гравитацией, но нарушенное психическое состояние превращает его в суперзлодея Гравитона.
- Гленн Тэлбот появился в 1996 году в мультсериале «Невероятный Халк», озвучен Кевином Шоном. Он был показан как правая рука генерала «Громовержца» Росса. У него также есть романтический интерес к Бетти Росс, но она постоянно отвергает его, потому что он не очень хорошо скрывает свое презрение к Брюсу Бэннеру или Халку. После того, как он встретил Призрачного гонщика, он отразил свою собственную плохую сторону и стал более серьезным и самоотверженным.
- Гленн Тэлбот появляется в мультсериале «Железный человек: Приключения в броне» в эпизоде «Ярость Халка». В этой версии он является азиатским американцем, а не кавказцем как в комиксах. Он дебютирует как агент Щ. И.Т. под командованием Генерала Росса, хотя он отказывается рисковать городом, чтобы уничтожить Халка.

### Фильм
- Майор Гленн Тэлбот появляется в фильме 2003 года «Халк», которого играет Джош Лукас. В этой версии он является бывшим военным офицером-поверенным-био-научным руководителем в компании под названием Атеон, которая также является политически мощным подрядчиком Министерства обороны. Он давно потерянный знакомый Бетти Росс (которая знала его еще когда училась в колледже, и он был офицером под командованием генерала Росса). Гленн амбициозен, настойчив и одержим быстрым достижением большого успеха. Он направит лабораторию Бетти и Брюса на враждебное поглощение, если они откажутся от своих предложений покинуть лабораторию, чтобы работать на его фирму. Позже в фильме он становится склонен к тому, чтобы получить образец ткани Халка для военных приложений типа суперсолдат. Всюду по фильму, его попытки запугать Бэннера постоянно приводят к тому, что его избивает Халк. После захвата Бэннера Тэлбот начинает процесс извлечения ткани, но терпит неудачу, когда Бэннеру удается вырваться на свободу как в качестве Халка. Росс приказывает Тэлботу прийти к нему, чтобы полностью эвакуировать подпольный центр заключения. Тем не менее, он игнорирует заказы Росса на блокировку. Гленн Тэлбот был убит, когда выстрелил из взрывной ракеты в Халка, и она рикошетом отскочила от непроницаемой кожи мутанта обратно к нему.

### Видеоигры
- Майор Гленн Тэлбот появляется в видеоигре The Incredible Hulk, озвученном Майклом Ганноном. Тэлбот рассматривает Баннер и Халка как угрозу человечеству. Позже в игре он становится боссом, так как его действия против Бэннера/Халка перерастают в точку, где сам Тэлбот представляет опасность для гражданской безопасности, его стратегии варьируются от попыток запуска ракет в гражданском районе, чтобы уничтожить Халка для похищения Бетти Росс и надев ядерный костюм Халкбастер, чтобы сразиться с ним напрямую, намереваясь избавиться от жертв среди гражданского населения в качестве вины Халка, как только его противник будет расправлен. Когда он побежден, механизм самоуничтожения активируется в его костюме Халкбастера, намереваясь убить Халка вместе с ним и со всем городом. Халк бросает костюм Тэлбота в верхнюю атмосферу, затем броня его Халкбастера взрывается, убивая Тэлбота.
- Гленн Тэлбот появился вThe Marvel Super Heroes и был озвучен Джоном Верноном.